# Лоран-Манаті (газове родовище)
Лоран-Манаті — офшорне газове родовище в Атлантичному океані на кордоні економічних зон Венесуели та Тринідаду і Тобаго. Станом на 2016 рік вважалось другим за розміром у Венесуелі серед родовищ, які містять вільний (не асоційований із нафтою) газ, поступаючись лише карибському Перла.

## Характеристика
Родовище під назвою Лоран відкрила у 1982 році венесуельська компанія PDVSA. В 2004 році внаслідок буріння трьох додаткових розвідувальних свердловин Loran 2X, Loran 3X та Loran 4X компанія Chevron підтвердила високу перспективність родовища. Зазначений енергетичний гігант Chevron бере також участь у розвитку територій на протилежній стороні морського кордону (разом з BG), тому в 2005 році ним було закладено свердловину Manatee 1 у тринідадському секторі, яка встановила продовження сюди покладів.
Запаси об'єднаного родовища Лоран-Манаті оцінюються у 293 млрд.м3 газу, при цьому згідно з досягнутою у 2013 році угодою частка Венесуели складає 73,75 %, Тринідаду 26,25 %. Зазначений розподіл став результатом шестирічних переговорів.
Відносно схеми розробки Лоран-Манаті існують різні варіанти. Так, пропонувалось прокласти газопровід до нового центру венесуельської газової промисловості, що створюється у 2010-х роках на півострові Паріа для розробки родовищ території  Mariscal Sucre (Драгон, Патао та інші). Проте у 2015 році уряди країн-співвласників досягли домовленості про те, що видобута продукція надходитиме до мережі Тринідаду для використання на заводі із зрідження природного газу. Це допоможе завантажити потужності в умовах падіння видобутку на старих родовищах Тринідаду та забезпечити рентабельність роботи заводу.
Втім, навіть за умови реалізації цієї домовленості адміністрація острівної держави очікує, що надходження з Лоран-Манаті розпочнуться не раніше 2020 року.